# Beatrice d'Este (1215-1245)
Beatrice d'Este (1215-1245) was van 1234 tot 1235 koningin-gemalin van Hongarije. Ze behoorde tot het huis Este.

## Levensloop
Beatrice d'Este was de dochter van markgraaf Aldobrandino I d'Este en diens onbekend gebleven echtgenote. Haar ouders stierven al vroeg, waardoor ze verder opgevoed werd aan het hof van haar oom, graaf Azzo VII d'Este. Ze leerde haar latere echtgenoot Andreas II van Hongarije kennen in 1233, toen die zich op pelgrimsreis in Italië bevond. Beatrice was een zeer mooie en aantrekkelijke jongedame en Andreas werd halsoverkop verliefd op haar.
Andreas, die reeds tweemaal weduwnaar was geworden, en Beatrice traden op 14 mei 1234 in Székesfehérvár in het huwelijk. Het was een glansrijke bruiloft en het grootste deel van de Europese hoge adel nam er aan deel. De kinderen die Andreas had uit zijn vorige huwelijken, waaronder kroonprins Béla IV, stonden afwijzend tegenover het huwelijk.
Het huwelijk duurde slechts zestien maanden, omdat Andreas II al in september 1235 stierf. Toen Beatrix na de dood van de koning verklaarde dat ze zwanger was, beschuldigde haar stiefzoon Béla IV haar van overspel met een hoveling. Ze belandde als gevangene van de koning in de kerker, maar op de dag van de begrafenis van Andreas voerde keizer Frederik II een verordening door waarin hij de vlucht van Beatrice naar Duitsland mogelijk maakte. Ze ging naar Wehrda en beviel daar in 1236 van haar zoon Stefanus Posthumus (1236-1271), later hertog van Slavonië en vader van de latere koning Andreas III van Hongarije. Na de geboorte van Stefanus keerde ze terug naar Este. In 1245 stierf de dertigjarige Beatrice in het klooster van Gemola bij Baone, dat opgericht was door haar tante Beatrix d'Este en waar ze ook werd bijgezet.